# Навальмансано
Навальмансано (ісп. Navalmanzano) — муніципалітет в Іспанії, у складі автономної спільноти Кастилія-і-Леон, у провінції Сеговія. Населення — 1174 особи (2010).
Муніципалітет розташований на відстані близько 100 км на північний захід від Мадрида, 31 км на північ від Сеговії.

## Демографія
Динаміка населення (INE ):